# Jean-Antoine Allier
Pour les articles homonymes, voir Allier.
Jean-Antoine Allier est un homme politique français né le 5 mai 1768 à Embrun (Hautes-Alpes) et mort le 7 avril 1838 à Paris.

## Biographie
Payeur général du Trésor en Hollande sous l'Empire, il est destitué sous la Restauration. Il est député des Hautes-Alpes de 1831 à 1837, siégeant dans l'opposition de gauche à la Monarchie de Juillet. Il est le père d'Antoine Allier, aussi député des Hautes-Alpes.

## Sources
- « Jean-Antoine Allier », dans Adolphe Robert et Gaston Cougny, Dictionnaire des parlementaires français, Edgar Bourloton, 1889-1891 [détail de l’édition]